# Créature lacustre

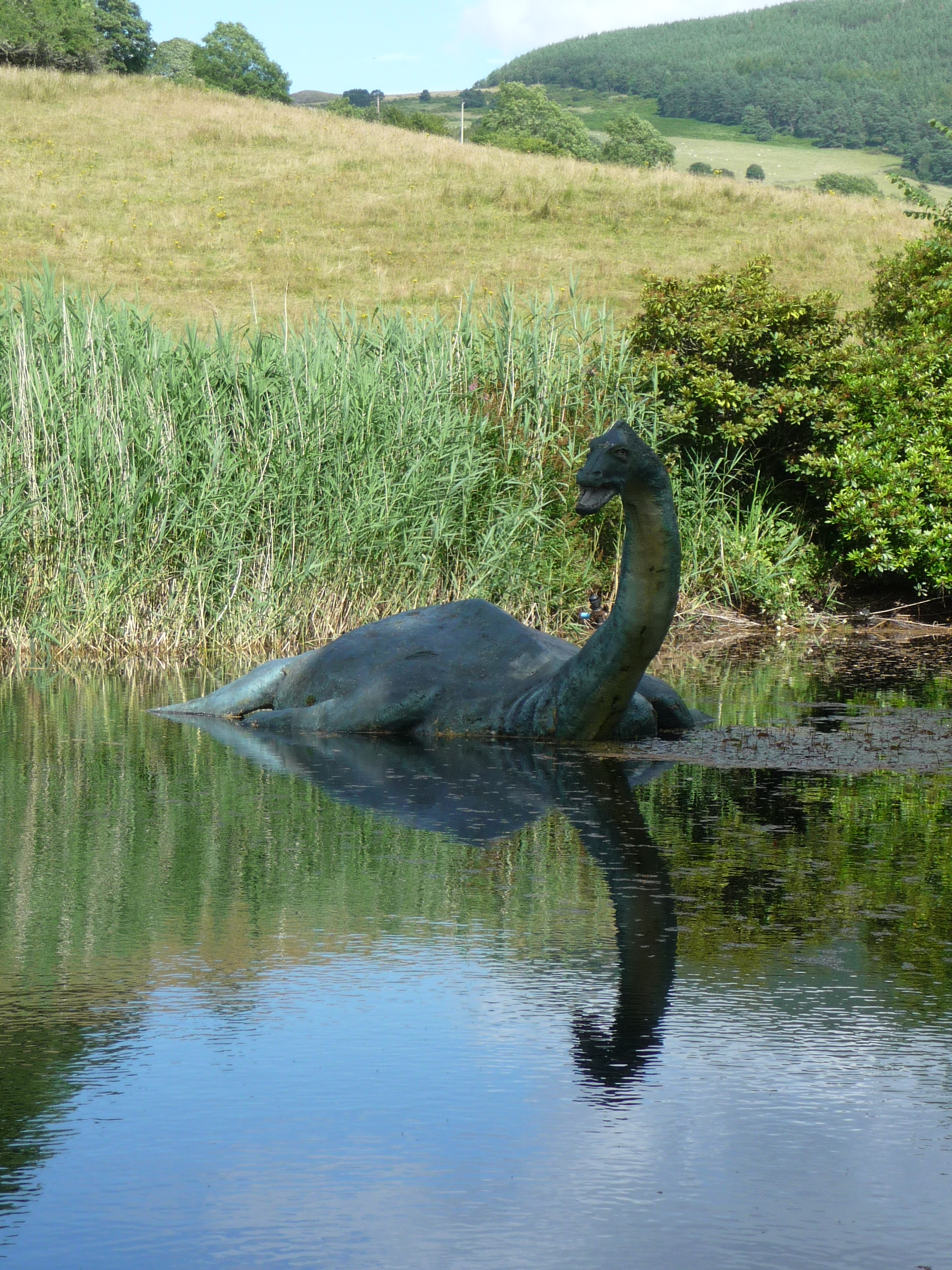
Représentation du monstre du Loch Ness.

Les créatures lacustres (ou monstres lacustres) sont des animaux imaginaires mythologiques vivant dans les lacs et, par extension, toutes les étendues d'eau stagnantes. Ces créatures inspirent par leur apparence, la peur ou le mystère.

## Les monstres des lacs
La liste varie selon les ouvrages. Mais elle inclut notamment : 
- L’Amemasu (アメマス?) ou Ō-amemasu (大アメマス?), une créature du folklore aïnou.
- Le Dragon de Brosno, créature du folklore russe décrite comme un dragon ou un plésiosaure qui vivrait dans le lac Brosno de l'oblast de Tver.
- Le Bukavac, une créature imaginaire malveillante de la mythologie serbe. Dans la région de Syrmia, on croyait en son existence[1]. Le Bukavac est parfois décrit comme un monstre à six bras doté de cornes protubérantes[1]. Il vit dans les lacs et dans les grandes mares, sortant de l'eau pendant la nuit pour se quereller (le mot serbe buka peut vouloir dire « tapage, fracas, vacarme, tumulte, boucan »), sauter au-dessus des gens, puis les étrangler[1].
- Le bunyip (« diable » ou « esprit »), une créature mythique de la mythologie aborigène australienne. Les descriptions de bunyips varient fortement. Les traits communs dans les peintures aborigènes incluent une queue de cheval, des nageoires, et des défenses de morse. Selon la légende, ils se cacheraient dans les marais, billabongs, lits des rivières, et les trous d'eau.
- La Bête du Vaccarès, ou Bèstio dóu Vaccarés en provençal, un animal décrit au début du XVe siècle par Jacques Roubaud, gardian près de l'étang de Vaccarès en Camargue (Estang dóu Vaccarès, en provençal). Elle inspira nombre d'auteurs, dont Joseph d'Arbaud (1874-1950).
- Le Champ (abréviation de Champlain) ou, plus affectueusement, Champion[2], un reptile aquatique inconnu censé vivre dans le lac Champlain, à la frontière entre le Canada et les États-Unis d'Amérique. Cet animal serait un plésiosaure.
- Bownessie (ou Bow Nessie), une créature potentiellement existante ou non, qui vivrait dans le lac Windermere en Angleterre.
- Le Nessie du Loch Ness (Écosse).
- Le Mokele-Mbembe, un sauropode en Afrique centrale.
- Le Memphré (monstre du lac Memphrémagog) (Québec - Vermont)

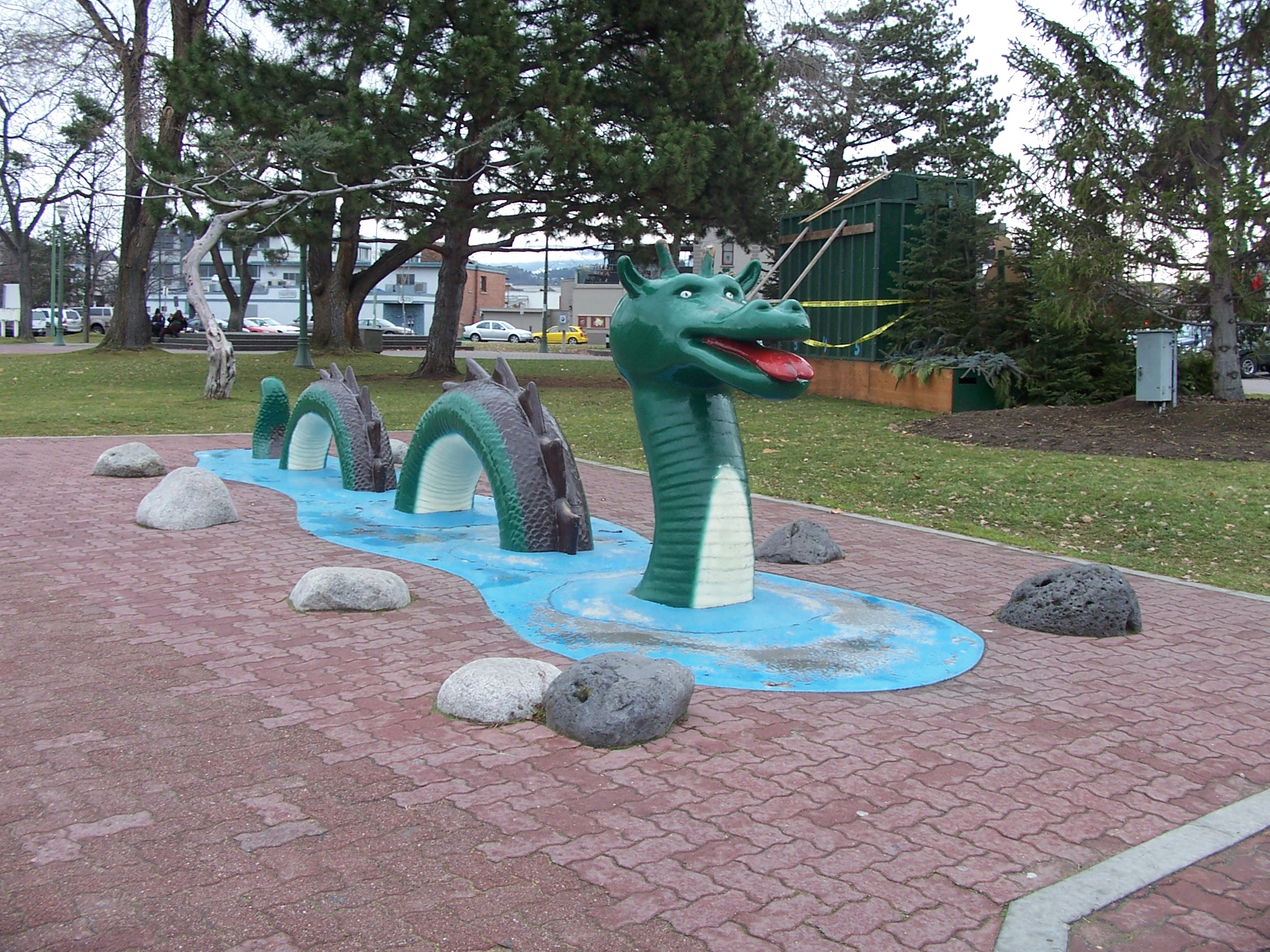
Une sculpture représentant Ogopogo à Kelowna en Colombie-Britannique

- L’Ogopogo, le monstre du lac Okanagan.
- Le Ponik, le monstre du lac Pohénégamook (Québec).
- Le Storsjöodjuret, (pron. /ˈstuːˌʂøːuˈjʉːrɛt/), monstre lacustre du lac Storsjön, en Jämtland, Suède. Le nom signifie en suédois « monstre du grand lac » (stor = grand, sjö = lac, odjur = monstre, -et, est l'article défini).
- Le monstre du lac Fagua, créature imaginaire provenant d'un lac chilien tout aussi fictif.
- Chanca ou Tchanca, créature « vivant » dans le bassin d'Arcachon. Le nom vient du gascon et signifie « monté(e) sur des échasses » pour évoquer sa taille immense. (cf chanca, « échasse »). Cette créature serait en fait bénéfique au bassin et ne serait donc pas vue comme un « monstre[3],[4] ».
- Le taureau bleu du Lac Üüreg en Mongolie[5].
- La Anguila peluda, vivait dans une flaque d'eau à Punta de Anaga (Tenerife)[6].

## Photos

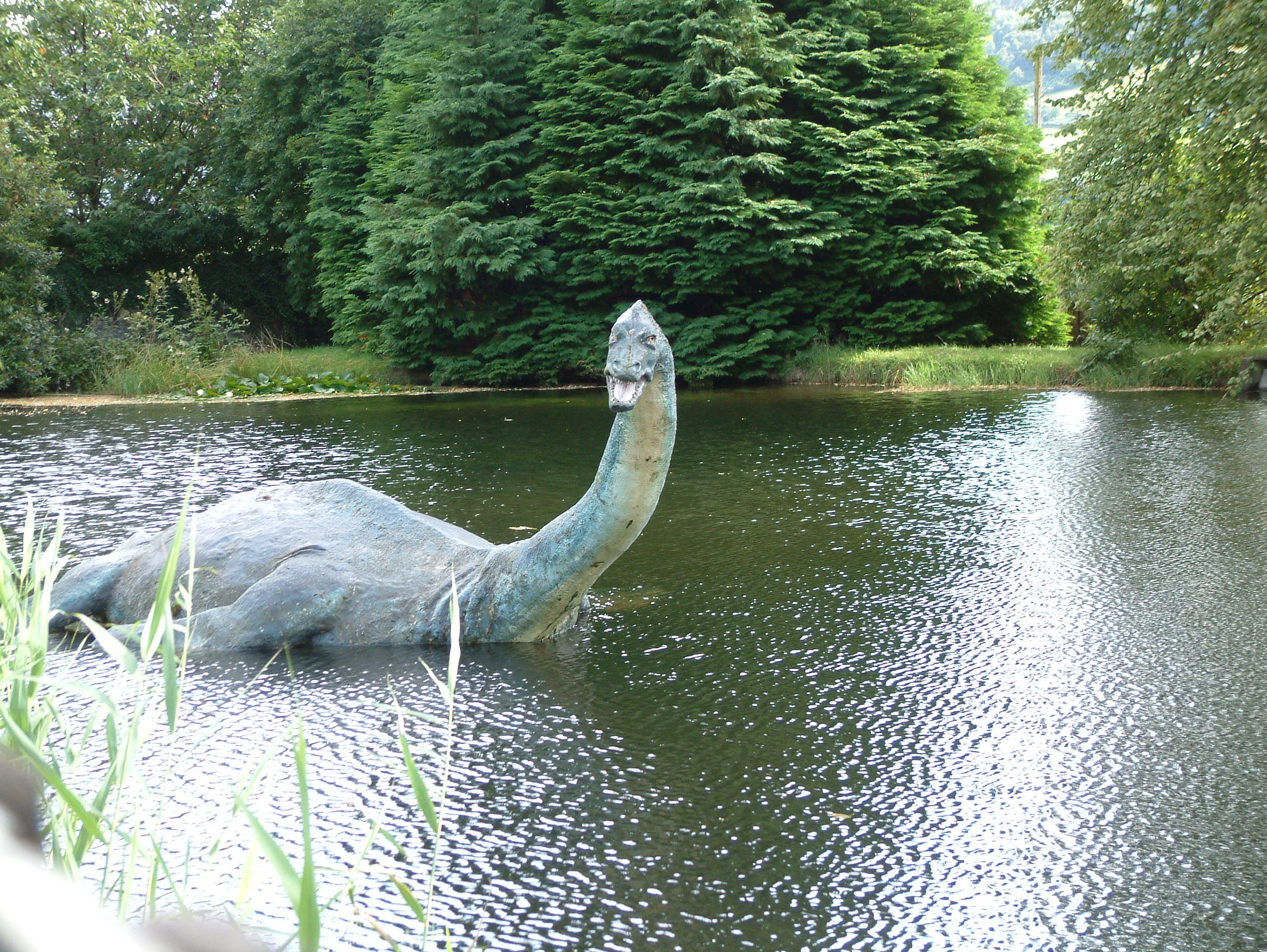

### Livres généraux
- À la recherche des monstres lacustres par Peter Costello, Ed. France loisirs, 1977, 295 pages.
- Monstres aquatiques par Jean-Paul Ronecker, Ed.Pardès, 2000
- Monstres des Lacs, par Danielle Goyette, Ed. Quintin Publishers/Editions Michel Quintin, 2009 - 144 pages

### Livres thématiques
- (en) Joseph A. Citro (ill. Bonnie Christensen), Green mountain ghosts, ghouls & unsolved mysteries, Houghton Mifflin Harcourt, 1994, 240 p. (ISBN 978-1-881527-50-3, lire en ligne)Interview d'un spécialiste du cas du monstre du lac Champlain
- (en) W. Haden Blackman, Field guide to North American monsters : everything you need to know about encountering over 100 terrifying creatures in the wild, Three Rivers Press, 1998, 272 p. (ISBN 978-0-609-80017-1)Ouvrage de vulgarisation
- (de) Harald Gebhardt et Mario Ludwig, Von Drachen, Yetis und Vampiren : Fabeltieren auf der Spur, Munich, BLV-Verlag, 2005 (ISBN 3-405-16679-9)
- (en) Benjamin Radford et Joe Nickell, Lake monster mysteries : investigating the world's most elusive creatures, University Press of Kentucky, 2006, 190 p. (ISBN 978-0-8131-2394-3, lire en ligne)Publication de l'université du Kentucky
- A guide to the lakes in Cumberland, Westmorland and Lancashire par Thomas West
- Créatures mystérieuses : du monstre du Loch Ness au Yeti. Paris : Édition Atlas, 1996, 126 p. (Le monde du mystère).
- Gantès, Rémy T.F. Le Mystère du Loch Ness / ill. Chantal Beaumont, Jacques Blanpain. Montréal ; Paris : Études vivantes, 1979, 62 p. (Mysterium ; 1).  (ISBN 2-7310-1211-0)

### Articles
- 20 Minutes Online - «Bownessie», le cousin de Nessie - Insolite[7]
- Sud ouest : Le cousin du monstre du Loch Ness photographié en Angleterre[8]
- Hypothèse de Neil Clark
- « L’extraordinaire créature du bassin d’Arcachon », Page 22, "La dépêche du bassin", N° 1260, Du jeudi 23 au Mercredi 29 juillet 2020

### Films
- Le Bunyip apparaît dans le film Dot et le Kangourou[9].

### Musique
- Bête du Vaccarès – Le groupe Ventadis — musiciens traditionnels de Camargue — se penche sur l'adaptation de l'œuvre de Joseph d'Arbaud, au travers d'une pièce intitulée La Bèstio dóu Vaccarés, adaptée par Karin Chiron et Henri Maquet (textes des chants de Gaël Hemery, musiques et arrangements de Henri Maquet et Gaël Hemery). Sept artistes interprètent leur idée de l'histoire : six instrumentistes et une conteuse.